# Rubraea lapidorum
Rubraea lapidorum is een vlinder uit de familie van de Nymphalidae. De wetenschappelijke naam van de soort is voor het eerst gepubliceerd in 1988 door Jacques Pierre.
De soort komt voor in Zuidoost-Angola.